# Веља Павловић
Велимир Павловић (Београд, 17. јун 1953 — Београд, 2. фебруар 2022) био је српски новинар и телевизијски водитељ.

## Биографија
Матурирао је у Трећој београдској гимназији. Студирао је математику, па дипломирао новинарство на Факултету политичких наука 1978. године. Павловић је од 1980. радио као новинар Студија Б. Писао је за Време, НИН, Политикин забавник, Илустровану Политику и Православље. Током рада више пута је био цензурисан.
Професионално је био препознат по ауторству емисија Ниво 23, Духовници и Незаштићени сведок. Четрдесет година се бавио новинарством. Имао је кћерку Кристину коју је сам одгајио.
Био је члан Удружења новинара Србије.
Добитник је награде Народног музеја у Београду (1987) и Златне значке Културно-просветне заједнице Србије (1991).
Редовно је посећивао Манастир Хиландар.
Сахрањен је 5. фебруара 2022. у Алеји заслужних грађана на Новом гробљу у Београду. Опело је служио патријарх српски Порфирије са тројицом епископа.
Његов легат је у отворен у Спомен кући Велимира Веље Павловића, у његовом завичају, у Ратковцу, код Лајковца.

## Дела
- Ниво 23 I-II, 2012.[13][14]